# ویتوریو پوسدو
ویتوریو پوسدو (انگلیسی: Vittorio Pusceddu؛ زادهٔ ۱۲ فوریهٔ ۱۹۶۴) بازیکن فوتبال اهل ایتالیا است.
از باشگاه‌هایی که در آن بازی کرده‌است می‌توان به باشگاه فوتبال هلاس ورونا، باشگاه فوتبال آسکولی، باشگاه فوتبال فیورنتینا، باشگاه فوتبال تورینو، باشگاه فوتبال اودینزه، باشگاه فوتبال کالیاری، باشگاه فوتبال امپولی، باشگاه فوتبال جنوآ، و باشگاه فوتبال ناپولی اشاره کرد.